# 둥산구 (우루무치시)
둥산구(위구르어: دۇڭسەن رايونى, 중국어: 东山区, 병음: Dōngshān Qū)는 신장 위구르 자치구 우루무치 시에 있던 시할구이다. 2007년에 창지 후이족 자치주의 미취안 시와 합쳐져 미둥 구가 설치되면서 폐지되었다.